# マディソン・リッシェル
マディソン・リッシェル（Madison Rishel、旧姓・キンドン（Kingdon）、1993年4月20日 - ）は、アメリカ合衆国の女子バレーボール選手である。

## 来歴
アリゾナ州フェニックス出身。サニースロープ高等学校入学後に学生レベルでのバレーボールキャリアをスタートさせた。アリゾナ大学進学後は2011年と2014年のNCAA女子バレーボール選手権にも出場し、オールアメリカンサードチームに選出されている。
2015/16シーズンに アゼルバイジャンスーパーリーグのアゼルレイル・バクーとプロ契約して、同チームに入団した。同チームではレギュラーシーズンMVPを獲得した。2016年のパンアメリカンカップで初のナショナルチーム代表に選出され、銅メダルを獲得するとともに自らもベストスパイカー賞に輝いた。
2016年4月30日、アナハイムで行われた韓国Vリーグのトライアウトに参加して、IBK企業銀行アルトスに入団が決定した。同年5月7日、ポール・リッシェルと挙式をあげ、登録選手名をマディソン・リッシェルとした。
翌2016/17シーズンは、KOVOカップ優勝及び2016/17シーズンのIBK企業銀行優勝の原動力となり、チャンピオン決定戦MVPに耀いた。2017年の韓国Vリーグトライアウトに参加し、IBK企業銀行と再契約した。
2017年7月のワールドグランプリでレギュラーに抜擢されるとチームの得点源として活躍し、予選ラウンドでベストスパイカー部門5位、ベストレシーバー部門4位となった。同年9月のグラチャンでは銅メダルを獲得した。
2024年、リーグ・ワン・バレーボールとの契約が発表された。

## 球歴
- グラチャン - 2017年
- ワールドグランプリ - 2017年
- ネーションズリーグ - 2018年、2019年

## 所属チーム
- アリゾナ大学（2011-2014年）
- アゼルレイル・バクー（2015-2016年）
- IBK企業銀行アルトス（2016-2018年）
- 北京自動車（2018-2019年）
- トゥルク・ハヴァ・ヨラーリ（2019-2023年）
- キエーリ'76（2023-2024年）
- Jakarta Popsivo Polwan（2024年）
- アスリーツ・アンリミテッド（2024年）
- LOVBヒューストン（2024年-）

## 受賞歴
- 2014年 - オールアメリカン サードチーム
- 2016年 - アゼルバイジャン女子バレーボール・スーパーリーグ レギュラーシーズンMVP
- 2016年 - パンアメリカンカップ ベストスパイカー
- 2017年 - 韓国Vリーグ チャンピオン決定戦MVP[5]
- 2024年 - アスリーツ・アンリミテッド 個人ランキング3位・ベストアウトサイドヒッター